# ウォレスズ・ジャイアント・ビー
ウォレスズ・ジャイアント・ビー（Megachile pluto）は、世界最大のハチとして知られる昆虫である。1858年にイギリスの学者アルフレッド・ラッセル・ウォレスが発見した。1981年を最後に目撃例がなく絶滅したと考えられていたが、2019年に再発見された。国際自然保護連合によって危急種に指定されている。ウォレス・ジャイアント・ビーとも表記される。

## 形態
メスは発達した大きな顎を持ち体長38mm、羽を伸ばした横幅は63.5mmに達する。オスはメスに比べると小さく体長23mmほどで大きな顎を持たない。全身は黒色で腹に白い帯状の模様を持つ。

## 分布
インドネシアのモルッカ諸島北部のバカン島、ハルマヘラ島、ティドレ島の3つの島でのみ目撃されている。近年、これらの島ではアブラヤシのプランテーションが建設され生息地を脅かしている。

## 生態
シロアリの1種 (Microserotermes amboinensis) の巣の中にフタバガキ科の植物 Anisoptera thurifera の樹脂を使って区画を作り生活する。